# 168th Street (metropolitana di New York)
168th Street è una stazione della metropolitana di New York situata all'incrocio tra le linee IRT Broadway-Seventh Avenue e IND Eighth Avenue. Nel 2019 è stata utilizzata da 6 156 288 passeggeri. È servita dalle linee 1 e A sempre, e dalla linea C sempre tranne di notte.

## Storia
La stazione sulla linea IRT Broadway-Seventh Avenue fu aperta il 14 aprile 1906, mentre quella sulla linea IND Eighth Avenue venne inaugurata il 10 settembre 1932. Le due stazioni furono collegate tra di loro il 1º luglio 1948. Tra il 2013 e il 2016 la stazione della linea IRT è stata ristrutturata e, successivamente, è rimasta chiusa tra il 5 gennaio e il 20 dicembre 2019 per permettere la sostituzione degli ascensori.

## Strutture e impianti
La stazione della linea IRT Broadway-Seventh Avenue è posta al di sotto di Broadway, ha due banchine laterali e due binari. A causa dell'elevata profondità, la stazione è dotata di due mezzanini collegati tra di loro da quattro ascensori, in quello superiore sono situati i tornelli, le scale per il piano stradale e il collegamento con la stazione IND, in quello inferiore le scale per le banchine. Le due uscite della stazione portano vicino all'incrocio con 168th Street.
La stazione della linea IND Eighth Avenue è posta al di sotto di St. Nicholas Avenue, ha due banchine ad isola e quattro binari, i due esterni per i treni locali e i due interni per quelli espressi. I punti di ingresso al mezzanino della stazione sono due: una scala e un ascensore nell'angolo sud-est dell'incrocio con 168th Street, e tre scale all'incrocio tra Broadway e 168th Street. Una quinta scala all'interno del Mitchell Square Park è adibita solo ad uscita. Le banchine IND sono le sole accessibili alle persone con disabilità motoria.

## Interscambi
La stazione è servita da alcune autolinee gestite da NYCT Bus.
- Fermata autobus